# Vasárnap (folyóirat, 1991–)
A Vasárnap romániai (erdélyi) magyar katolikus hetilap, a Gyulafehérvári Római Katolikus Érsekség kiadványa.
Kolozsváron jelenik meg 1991 október 6-tól, alcíme előbb „katolikus családi újság”, majd „romániai magyar katolikus hetilap”, később „katolikus hetilap”. Főszerkesztője (a 2006. november 12-i számig) Jakab Gábor, azóta, mint megbízott szerkesztő, Farmati Anna; felelős szerkesztője Jakabffy Tamás (1993. január 10-ig, utána szerkesztő 1999. február 28-ig), majd Bodó Márta. Olvasószerkesztő Asztalos Ildikó (1994. május 8-ig), szerkesztő 1996–2007 között még Bereczki Silvia. Az első években grafikai/műszaki szerkesztő Janitsek András. Kiadója előbb az Erdélyi Római Katolikus Főegyházmegye által alapított Gloria Kiadóvállalat, 2005-től a Verbum Keresztény Kulturális Egyesület.
A még 1990-ben indult Keresztény Szó mellett, amelynek célközönsége a keresztény katolikus értelmiség volt, ez a lap a hívők szélesebb köréhez kívánt szólni; célja „az erdélyi magyar katolikusok életét megmutatni, közvéleményét formálni és informálni, valamint a világegyház eseményeit az erdélyi olvasókhoz közel hozni, s általában az élet dolgaiban a keresztény szemléletet alakítani és bemutatni”. E szerkesztői meggondolásból – s a médiára vonatkozó vatikáni útmutatások értelmében –, mint katolikus hetilap, foglalkozik a kultúra, az egészség–betegség, a tudomány, a sport, a szabadidő hasznos és léleképítő eltöltése, a gyermeknevelés, az idős-gondozás mellett a közélet dolgaival: az erdélyi magyarság kisebbségi helyzetéből adódó problémákkal, az esélyegyenlőség mindennapi kérdéseivel, s mindezekben igyekszik az etikus, keresztény álláspontot bemutatni.
Hetilap lévén az erdélyi (romániai magyar) katolikusok életének eseményeit követi nyomon hírek és tudósítások segítségével. Tudósítók, munkatársak az évek során: Antal Ildikó, Bartos Júlia, Csirák Csaba, Csúcs Mária, Daczó Árpád P. Lukács, Fodor György, Józsa János, Knecht Tamás, Mihálcz Márta, Melan Karolina, Oláh Dénes, Rencz Gizella, Schuller Mária, Sebestyén Péter, Sipos Enikő és sokan mások.
Kiadásában jelenik meg 1995 óta a Vasárnap Évkönyv, amelynek 1995–99. és 2001–2008. évi köteteit Bodó Márta, a 2000. évit Jakab Gábor szerkesztette. Minden évben tematikus összeállítással jelentkezik: 1999: a család, 2000: a kétezer éves keresztény múlttal való számvetés; 2001: kihívások a harmadik évezred küszöbén: a szeretet; 2002: kihívások a harmadik évezred küszöbén: a remény; 2003: kihívások a harmadik évezred küszöbén: a hit; 2009: önismeret. Az egyes kötetekben a szerkesztők évente összegyűjtik és ismertetik az eltelt év fontosabb eseményeit is, közölnek keresztény tartalmú vagy kifejezetten katolikus szellemiségű olvasmányt minden korosztály olvasói számára. Fontosabb szerzők az évek során: Ábrahám János, Bács Béla János, Bereczki Szilvia, Csúcs Mária, Fodor György, Fodor Sándor, Jakab Gábor, Józsa Zsuzsanna, Kisgyörgy Zoltán, Nagy József, Oláh Dénes, Schuller Mária, Sipos Enikő és sokan mások.